# یگان ۸۱
یگان ۸۱ (به عبری: יחידה 81) یکی از یگان‌های سری سازمان ضداطلاعات ارتش اسرائیل است و مسئولیت ساخت و توسعهٔ تجهیزات جاسوسی پیشرفته را به عهده دارد. یگان ۸۱ پنهانی‌تر از یگان ۸۲۰۰ است.